# Coenonycha rubida
Coenonycha rubida är en skalbaggsart som beskrevs av Mcclay 1943. Coenonycha rubida ingår i släktet Coenonycha och familjen Melolonthidae. Inga underarter finns listade i Catalogue of Life.